# Le fate
Le fate (br: As Rainhas) é um filme de comédia franco-italiano de 1966, dirigido por Mario Monicelli, Mauro Bolognini, Antonio Pietrangeli e Luciano Salce.